# Hedwig Potthast

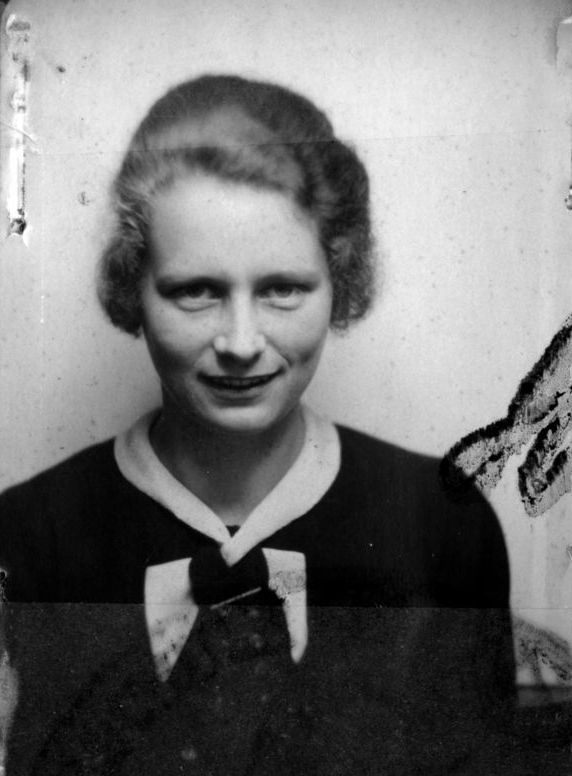
Hedwig Potthast (1933)

Hedwig Potthast (* 5. Februar 1912 in Köln; † 22. September 1994 in Baden-Baden) war die Privatsekretärin und Geliebte des Reichsführers SS Heinrich Himmler.

## Leben

### Vor 1945
Hedwig Potthast war die Tochter eines Kaufmanns. Nach dem Abitur verließ sie ihr Elternhaus und absolvierte auf der Handelsschule in Mannheim eine Ausbildung zur Fremdsprachenkorrespondentin, um später als Sekretärin zu arbeiten. Sie arbeitete nach dem Ende ihrer Ausbildung zunächst in Koblenz. Durch Kurt Freiherr von Schröder, Teilhaber am Bankhaus Stein und einer der Mitbegründer des „Freundeskreises Reichsführer SS“, lernte sie Heinrich Himmler kennen. Ab 1934 war sie am Geheimen Staatspolizeiamt Berlin tätig. Von Anfang 1936 bis Anfang 1941 war Potthast Himmlers Privatsekretärin und in dieser Funktion insbesondere für Himmlers Patenschaften und Geschenkvergabe zuständig.
Beide gestanden sich Ende 1938 ihre Liebe ein; und ab 1940 führten sie eine außereheliche Beziehung. Himmlers Ehefrau Margarete Himmler, mit der er die Tochter Gudrun hatte, erfuhr spätestens im Februar 1941 von dieser Beziehung und war darüber verbittert. Die Eltern von Hedwig Potthast lehnten diese außereheliche Beziehung dauerhaft ab. Potthast nahm ihren Wohnsitz zunächst in Berlin-Grunewald und ab 1943 in Brückentin nahe dem Gutshof von Oswald Pohl, mit dessen Ehefrau Eleonore sie befreundet war. Auch Lina Heydrich und Gerda Bormann zählten zu ihren Freundinnen. Ab Sommer 1944 lebte sie in Schönau am Königssee. Himmler hatte dort Haus Schneewinkellehen bauen lassen. Heinrich Himmler und Hedwig Potthast hatten zwei Kinder: einen Sohn, Helge (* 15. Februar 1942 im Sanatorium Hohenlychen) und eine Tochter, Nanette-Dorothea (* 20. Juni 1944 ebenda). Über die „Zweit-Ehe“ Himmlers mit Potthast ist nur wenig bekannt. Wahrscheinlich sah sich das Paar aufgrund von Himmlers Tätigkeit als Reichsführer SS auch nur selten. Über Himmlers Dienstgeschäfte war Potthast aller Wahrscheinlichkeit nach, ebenso wie Himmlers Ehefrau, nicht informiert. Ihre Beziehung zu Himmler unterlag während der NS-Zeit der Geheimhaltung. Potthast traf Himmler zuletzt Mitte März 1945, danach telefonierten beide noch bis zum 19. April 1945 beinahe täglich.

### Nachkriegszeit
Bei Kriegsende befand sie sich am Achensee, und nachdem sie am 23. Mai 1945 über das Radio von Himmlers Tod erfahren hatte, lebte sie vorübergehend bei Eleonore Pohl in Rosenheim. Im Juni/Juli 1945 wurde sie dort von Angehörigen der US-Armee verhaftet und für mehrere Tage in München verhört. Danach war sie kurzzeitig im Anwesen Lindenfycht des Ehepaares Himmler in Gmund am Tegernsee untergebracht, wo zu diesem Zeitpunkt Hilde, die Schwägerin Himmlers, lebte. Margarete und Heinrich Himmlers Tochter Gudrun erfuhren erst nach Kriegsende von den Kindern aus Himmlers Zweitehe von ihr. Der Versuch einer Kontaktaufnahme ihrerseits scheiterte jedoch an der Ablehnung Potthasts. Auch als Potthast in Teisendorf lebte, hielt der Kontakt zur Familie Gebhard Himmlers in Gmund und zu Himmlers ehemaligem engem Vertrauten Karl Wolff bis in die 1950er Jahre an. Sie heiratete und nahm einen neuen Namen an. Der ehemalige Spiegel-Redakteur Peter-Ferdinand Koch interviewte sie 1987, wobei sie sich über Himmlers Verantwortung für NS-Gewaltverbrechen ausschwieg.

## Filme
- Himmler privat – Liebesgrüße aus dem Rassenwahn, ZDF-Dokumentation 2014